# Pallacanestro alla XIX Universiade - Torneo maschile
Il torneo di pallacanestro della XIX Universiade si è svolto in Sicilia, Italia, nel 1997.
La competizione vide gli USA vincere in finale contro il Canada, mentre il Brasile guadagnò il bronzo battendo l'Italia.

## Torneo
| Gruppo A                     | Gruppo B                                      | Gruppo C                        | Gruppo D                                 |
| ---------------------------- | --------------------------------------------- | ------------------------------- | ---------------------------------------- |
| Italia Messico Lituania Cina | Stati Uniti Gran Bretagna Hong Kong Sudafrica | Brasile Nigeria Giappone Russia | Canada Corea del Sud Rep. Ceca Finlandia |

### Alta classifica
Dopo la fase a gironi si è svolto un torneo ai quarti di finale per i team primi e secondi classificati:
|  | Quarti di finale | Quarti di finale |             |        | Semifinali                | Semifinali                |  |  | Finale | Finale |
|  |                  |                  |             |        |                           |                           |  |  |        |        |
|  |                  |                  |             |        |                           |                           |  |  |        |        |
|  |                  |                  |             |        |                           |                           |  |  |        |        |
|  | Italia           | 70               |             |        |                           |                           |  |  |        |        |
|  | Italia           | 70               |             |        |                           |                           |  |  |        |        |
|  | Nigeria          | 49               |             |        |                           |                           |  |  |        |        |
|  | Nigeria          | 49               | Stati Uniti | 67     |                           |                           |  |  |        |        |
|  |                  |                  | Stati Uniti | 67     |                           |                           |  |  |        |        |
|  |                  | Italia           | 51          |        |                           |                           |  |  |        |        |
|  | Stati Uniti      | Italia           | 51          | 94     |                           |                           |  |  |        |        |
|  | Stati Uniti      |                  |             | 94     |                           |                           |  |  |        |        |
|  | Corea del Sud    | 64               |             |        |                           |                           |  |  |        |        |
|  | Corea del Sud    | 64               | Stati Uniti | 72     |                           |                           |  |  |        |        |
|  |                  |                  | Stati Uniti | 72     |                           |                           |  |  |        |        |
|  |                  | Canada           | 64          |        |                           |                           |  |  |        |        |
|  | Brasile          | Canada           | 64          | 83     |                           |                           |  |  |        |        |
|  | Brasile          |                  |             | 83     |                           |                           |  |  |        |        |
|  | Messico          | 80               |             |        |                           |                           |  |  |        |        |
|  | Messico          | 80               | Canada      | 85     | Finale per il terzo posto | Finale per il terzo posto |  |  |        |        |
|  |                  |                  | Canada      | 85     | Finale per il terzo posto | Finale per il terzo posto |  |  |        |        |
|  |                  | Brasile          | 58          |        |                           |                           |  |  |        |        |
|  | Canada           | Brasile          | 58          | 85     | Brasile                   | 77                        |  |  |        |        |
|  | Canada           |                  |             | 85     | Brasile                   | 77                        |  |  |        |        |
|  | Gran Bretagna    | 68               |             | Italia | 69                        |                           |  |  |        |        |
|  | Gran Bretagna    | 68               |             |        | 69                        |                           |  |  |        |        |
|  |                  |                  |             |        |                           |                           |  |  |        |        |
|  |                  |                  |             |        |                           |                           |  |  |        |        |

|  | Semifinali 5º-8º posto | Semifinali 5º-8º posto | Semifinali 5º-8º posto |               |               | Finale 5º posto | Finale 5º posto | Finale 5º posto |  |
|  |                        |                        |                        |               |               |                 |                 |                 |  |
|  | Nigeria                | Nigeria                | 74                     |               |               |                 |                 |                 |  |
|  | Nigeria                | Nigeria                | 74                     |               |               |                 |                 |                 |  |
|  | Corea del Sud          | Corea del Sud          | 91                     |               |               |                 |                 |                 |  |
|  | Corea del Sud          | Corea del Sud          | 91                     |               | Corea del Sud | Corea del Sud   | 99              |                 |  |
|  |                        |                        |                        |               | Corea del Sud | Corea del Sud   | 99              |                 |  |
|  |                        |                        | Gran Bretagna          | Gran Bretagna | 97            |                 |                 |                 |  |
|  | Messico                | Messico                | Gran Bretagna          | Gran Bretagna | 97            | 79              |                 |                 |  |
|  | Messico                | Messico                |                        |               |               | 79              |                 |                 |  |
|  | Gran Bretagna          | Gran Bretagna          | 83                     |               |               | Finale 7º posto | Finale 7º posto | Finale 7º posto |  |
|  | Gran Bretagna          | Gran Bretagna          | 83                     |               |               |                 |                 |                 |  |
|  |                        |                        |                        |               |               |                 |                 |                 |  |
|  |                        |                        |                        |               |               | Messico         | Messico         | 67              |  |
|  |                        |                        |                        |               |               | Messico         | Messico         | 67              |  |
|  |                        |                        |                        |               |               | Nigeria         | Nigeria         | 64              |  |

### Bassa classifica
Dopo la fase a gironi si è svolto un torneo ai quarti di finale per i team terzi e quarti classificati:
|  | Quarti di finale | Quarti di finale | Quarti di finale |           |          | Semifinali | Semifinali | Semifinali |           |                        | Finale per il 9º posto | Finale per il 9º posto | Finale per il 9º posto |  |
|  |                  |                  |                  |           |          |            |            |            |           |                        |                        |                        |                        |  |
|  | Lituania         | Lituania         | 82               |           |          |            |            |            |           |                        |                        |                        |                        |  |
|  | Lituania         | Lituania         | 82               |           |          |            |            |            |           |                        |                        |                        |                        |  |
|  | Russia           | Russia           | 65               |           |          |            |            |            |           |                        |                        |                        |                        |  |
|  | Russia           | Russia           | 65               |           | Lituania | Lituania   | 96         |            |           |                        |                        |                        |                        |  |
|  |                  |                  |                  |           | Lituania | Lituania   | 96         |            |           |                        |                        |                        |                        |  |
|  |                  |                  | Finlandia        | Finlandia | 89       |            |            |            |           |                        |                        |                        |                        |  |
|  | Finlandia        | Finlandia        | Finlandia        | Finlandia | 89       | 90         |            |            |           |                        |                        |                        |                        |  |
|  | Finlandia        | Finlandia        |                  |           |          |            |            |            |           |                        |                        |                        |                        |  |
|  | Hong Kong        | Hong Kong        | 67               |           |          |            |            |            |           |                        |                        |                        |                        |  |
|  | Hong Kong        | Hong Kong        | 67               |           | Lituania | Lituania   | 88         |            |           |                        |                        |                        |                        |  |
|  |                  |                  |                  |           |          |            |            |            |           |                        |                        |                        |                        |  |
|  |                  |                  | Rep. Ceca        | Rep. Ceca | 68       |            |            |            |           |                        |                        |                        |                        |  |
|  | Giappone         | Giappone         | Rep. Ceca        | Rep. Ceca | 68       | 74         |            |            |           |                        |                        |                        |                        |  |
|  | Giappone         | Giappone         |                  |           |          | 74         |            |            |           |                        |                        |                        |                        |  |
|  | Cina             | Cina             | 72               |           |          |            |            |            |           |                        |                        |                        |                        |  |
|  | Cina             | Cina             | 72               |           | Giappone | Giappone   | 50         |            |           | Finale per l'11º posto | Finale per l'11º posto | Finale per l'11º posto |                        |  |
|  |                  |                  |                  |           | Giappone | Giappone   | 50         |            |           |                        |                        |                        |                        |  |
|  |                  |                  | Rep. Ceca        | Rep. Ceca | 101      |            |            |            |           |                        |                        |                        |                        |  |
|  | Rep. Ceca        | Rep. Ceca        | Rep. Ceca        | Rep. Ceca | 101      | 108        |            |            | Finlandia | Finlandia              | 91                     |                        |                        |  |
|  | Rep. Ceca        | Rep. Ceca        |                  |           |          |            |            |            | Finlandia | Finlandia              | 91                     |                        |                        |  |
|  | Sudafrica        | Sudafrica        | 74               |           |          | Giappone   | Giappone   | 87         |           |                        |                        |                        |                        |  |

|  | Semifinali 13º-16º posto | Semifinali 13º-16º posto | Semifinali 13º-16º posto |      |        | Finale 13º posto | Finale 13º posto | Finale 13º posto |  |
|  |                          |                          |                          |      |        |                  |                  |                  |  |
|  | Russia                   | Russia                   | 74                       |      |        |                  |                  |                  |  |
|  | Russia                   | Russia                   | 74                       |      |        |                  |                  |                  |  |
|  | Hong Kong                | Hong Kong                | 62                       |      |        |                  |                  |                  |  |
|  | Hong Kong                | Hong Kong                | 62                       |      | Russia | Russia           | 91               |                  |  |
|  |                          |                          |                          |      | Russia | Russia           | 91               |                  |  |
|  |                          |                          | Cina                     | Cina | 79     |                  |                  |                  |  |
|  | Cina                     | Cina                     | Cina                     | Cina | 79     | 78               |                  |                  |  |
|  | Cina                     | Cina                     |                          |      |        | 78               |                  |                  |  |
|  | Sudafrica                | Sudafrica                | 77                       |      |        | Finale 15º posto | Finale 15º posto | Finale 15º posto |  |
|  | Sudafrica                | Sudafrica                | 77                       |      |        |                  |                  |                  |  |
|  |                          |                          |                          |      |        |                  |                  |                  |  |
|  |                          |                          |                          |      |        | Hong Kong        | Hong Kong        | 74               |  |
|  |                          |                          |                          |      |        | Hong Kong        | Hong Kong        | 74               |  |
|  |                          |                          |                          |      |        | Sudafrica        | Sudafrica        | 60               |  |

## Classifica finale
| -       | Paese         | Formazione |
| ------- | ------------- | --- |
| Oro     | Stati Uniti   | Boykins · Brewer · Buckner · Drew · Hester · Padgett · Ruffin · Sesay · Skinner · Staples · Thomas · Woods · All.: Jim Molinari           |
| Argento | Canada        | Auriantal · Beckett · Cammaert · Channer · Daniels · Francis · Graves · Hinrichsen · Jobity · Leonard · Morgan · Swords · All.: Mike Katz |
| Bronzo  | Brasile       | |
| 4       | Italia        | |
| 5       | Corea del Sud | |
| 6       | Gran Bretagna | |
| 7       | Messico       | |
| 8       | Nigeria       | |
| 9       | Lituania      | |
| 10      | Rep. Ceca     | |
| 11      | Finlandia     | |
| 12      | Giappone      | |
| 13      | Russia        | |
| 14      | Cina          | |
| 15      | Hong Kong     | |
| 16      | Sudafrica     | |